# 제안대군
제안대군 이현(齊安大君 李琄, 1466년 3월 8일(음력 2월 13일) ~ 1526년 1월 6일(음력 1525년 12월 14일))은 조선의 왕족으로, 예종의 차남이자 적차남이며 어머니는 예종의 계비인 안순왕후이다.

## 생애

### 탄생과 가계
1466년(세조 12년) 2월 13일, 창덕궁 수강전에서 당시 왕세자였던 해양대군(예종)과 세자의 후궁인 종5품 소훈 한씨(안순왕후)의 아들로 태어났다.
1468년(예종 즉위년), 예종이 즉위하면서 원자에 책봉되었다.
1469년(예종 1년) 11월, 아버지 예종이 승하하였다. 당시 왕위 승계 1순위였으나 나이가 4세에 불과하여 조모 정희왕후가 백부인 의경세자의 차남이자 제안대군의 사촌형인 잘산군(성종)을 후계자로 지명하여 즉위시켰다.
1470년(성종 1년) 제안대군(齊安大君)에 봉해졌다. 봉작을 받기에는 이른 나이였으나, 직계를 대접한다는 방계의 명분이 컸다.
1474년(성종 5년) 증조부 세종의 적7남인 평원대군의 봉사손으로 출계하였다.

### 혼인 이후
1476년(성종 7년) 김수말(金守末)의 딸인 상산부부인 김씨를 아내로 맞이하였으나, 성종은 김씨가 발을 절뚝거리며 풍을 앓고 간질에 걸려 발작하자, 지병이 있는데 혼례 전에 미리 고하지 않았다며 김씨 부인의 외조부인 유수(柳洙)에게 이혼할 뜻을 전하고, 폐하여 이혼시켰다.
이후 박중선의 딸과 재혼하였으나, 제안대군은 두 번째 부인 박씨가 여종들과 동침하였다며 동성애 스캔들을 이유로 성종에게 박씨와의 이혼을 허락해 줄 것을 요구하였다. 이 동성애 사건은 부인 박씨의 억울함이 밝혀져, 박씨를 능욕한 여종들을 처벌하는 선에서 마무리 되었다.
| “ | 제안대군 이현(李琄)은 처음에 김씨에게 장가들었다가 오래 되지 않아 병이 들었다 하여 버리고, 또 박씨에게 장가들었다가 오래 되지 아니하여 불순(不順)하다는 것으로써 버리는데, 그 병든 것과 불순한 형상은 자세히 알지는 못하겠지만 마땅히 버려야 하는 데 합당한 것입니까? 두어 해가 못되는 사이에 두 번씩 배필을 바꾸어 바둑을 놓는 것처럼 하니, 이것은 천만세(千萬世)에 이륜(彝倫)의 중함이 이현(李琄)으로부터 허물어지는 것입니다. | ” |
|   | — 제안대군의 이혼을 반대하는 사헌부 대사헌 이철견의 상소 |   |

하지만 안순왕후는 성종에게 며느리 박씨가 부모에게 불순하다는 이유를 들어 아들과의 이혼을 청하였고, 성종은 제안대군과 두 번째 부인 박씨를 이혼시켰다. 두 번째 아내 박씨는 이후 사망하였다.
제안대군이 성종에게 첫 번째 아내 김씨와의 재결합을 청하자 성종은 제안대군을 타이르며 김씨와의 재결합이 불가하다 하고 새로운 아내를 짝지어 주겠다 하자, 제안대군은 새로운 아내를 얻을 바에 평생 독신으로 살겠다며 맞섰다.
마침내 첫 번째 아내인 김씨를 다시 아내로 맞이하였는데, 자녀는 두지 못하였다. 기록에 의하면 평생 여자를 멀리하고 남녀관계의 즐거움을 깨닫지 못하였다고 한다.
제안대군은 평생 정치와 거리를 두고 살았다. 특히 그는 성악(聲樂)을 즐기고 사죽관현(絲竹管絃)을 연주하기를 좋아하는 등 풍류에 심취하였다.
중종반정 직후에는 특별히 정국원종공신 1등에도 책록되었다. 그는 당조카인 연산군과 친분이 두터웠으나, 중종 반정 이후에도 별다른 정쟁에 휘말리지 않고 중종조에도 왕실의 종친으로 대우를 받았다.

### 최후
1525년(중종 20년) 12월 4일 졸하였다. 시호는 영효(靈孝)이다. 부지런하지 않고도 이름을 낸 것이 영(靈)이고, 어버이를 사랑함이 효(孝)이다. 제안대군은 행동거지가 엉뚱하여 자주 세상 사람들의 웃음거리가 됐으나 어머니 안순왕후에게는 효성이 지극했던 것으로 전해진다.
묘소는 경기도 성남시 수진동에 있었으나 포천군 소흘면 이곡리로 이장하였다. 김씨 부인의 묘와 쌍분을 이루고 있으며, 수진동에 있던 박씨 부인 묘는 화장하여 묘를 없애고 사당에 위패만 봉안하고 있다.

### 사후
그의 양자인 이파(李葩)는 생전 왕족으로 예우받지 못하다가 1872년 고종 때에 낙풍군(洛豐君)에 추증되었다. 동시에 이파의 아들, 손자들에게도 제안대군의 적손, 적중손, 적증손의 예로써 각각 군의 작위가 추증되었다.

## 일화

### 결혼 생활

#### 첫 번째 부인과의 이혼
제안대군이 첫 번째 아내인 김씨와의 재결합을 청원할 때, 반대 명분이 된 성종의 회고에 따르면, 제안대군은 다른 사람이 아내의 상(喪妻)을 당했다는 얘기를 들으면 말하기를, "김씨는 언제나 죽을 것인가?"하고, 국가에 순릉(順陵, 공혜왕후)의 상(喪)이 있음을 듣고서는 말하기를, "나도 어떻게 하면 이렇게 될 수 있을까?" 하며 김씨가 죽기를 바라고 미워했다고 한다.
마침내 김씨가 풍병(風病)을 얻어서 거동이 불편하고 치료해도 차도가 없자 제안대군은 성종에게 김씨와의 이혼을 청하였고 잔병치레가 잦아 후사를 일찍보고자 하는 안순왕후의 뜻을 감안한 성종은 이를 허락한다. 제안대군의 나이 14세 때이다.

#### 첫 번째 부인과의 밀회
첫부인 김씨와 이혼하고 박씨와 재혼한지 3년 후인 1482년(성종 13년), 사간원 정언(司諫院正言) 정광세(鄭光世)가 제안대군이 전부인 김씨와 은밀히 사통한다고 성종에게 보고하였다. 사실을 확인한 결과, 제안대군은 거리낌 없이 김씨의 집에 가서 하룻밤을 묵고 오거나 함께 거처하였다.
두 번째 아내와 혼인한 상태에서 전처와 밀회하는 등의 행동으로 종부시에서 제안대군의 처벌을 논하였다. 전처 김씨의 아버지인 김수말은 이 사실을 즉시 알리지 않고 오히려 제안대군을 집으로 유인하였다며 추국할 것을 청하니, 성종은 김수말에 대해서만 처벌하고 제안대군의 나이가 어리다는 이유를 들어 비호하였다.

#### 두 번째 부인의 동성애 추문과 이혼
1482년(성종 13년), 형방 승지(刑房承旨) 강자평(姜子平)이 제안대군의 부인 박씨가 여종들과 동침한 혐의를 들어 당사자인 여종 내은금(內隱今), 금음물(今音勿), 둔가미(屯加未)를 추궁하였으며 이들은 박씨의 유혹에 의한 것이라고 진술했다. 이 사실은 인혜왕대비(안순왕후)에게 보고되었고 대비전에서는 내관 안중경(安仲敬)과 서경생(徐敬生)을 시켜서 박씨를 추궁하였다. 박씨는 본인의 뜻이 아니라 여종들이 자신을 희롱하며 겁간하려 했다고 진술하였다.
이에 우의정 홍응(洪應)과 우부승지(右副承旨) 강자평이 직접 의금부에서 죄인들을 국문하여 박씨에 대한 모함이었다는 자백을 받아냈다. 여종들의 처벌을 두고 성종과 대신들의 의견이 나뉜 가운데, 성종은 이들에게 장형 100대와 유형에 처하고, 주범 금음물에게는 관비형을 더하였다.
박씨의 추문이 불거진 같은 해, 대왕대비(정희왕후)와 인혜왕대비(안순왕후)는 제안대군의 이혼 의사를 성종에게 전달한다. 성종은 박씨의 누명도 벗겨진 탓에 별다른 허물이 없음을 들어 반대하고, 신료들의 견해도 같음을 확인하였지만 안순왕후가 며느리 박씨의 불순함을 이혼 사유로 들자 신료들의 반대를 물리치고 이혼을 허락하였다.

#### 첫 번째 부인과의 재결합
1485년(성종 16년) 제안대군은 성종에게 다시 김씨와 재결합하게 해달라는 상소를 올린다. 이를 허락하지 않으면 평생 독신으로 살겠다며 맞섰다.
 
제안대군(齊安大君) 이현(李琄)이 언문(諺文, 한글) 사간을 올렸는데, 승정원에서 번역하여 아뢰었다.
그 대략에 이르기를,
"신은 이미 김씨(金氏)와 다시 결합하였는데, 지금 듣건대 신을 위하여 새로운 여자를 간택하신다고 하니,
 실망스러움을 이기지 못하겠습니다.
 신이 본래 다시 장가들 마음이 없었고, 사족(士族)의 딸을 지금 또 내쳐 버리면 나라에 폐단이 있을 뿐만 아니라,
 상감과 양전(兩殿, 소혜왕후 · 안순왕후)께 불효가 대단합니다.
 만일 성상의 은혜를 입지 못하게 되면 일생 동안 홀아비로 사는 것이 신의 소망입니다."
(중략)
왕(성종)이 전교하기를,
"경이 지난 날 김씨를 소박하며 김씨를 미워하기를 이와 같이 하다가 마침 김씨가 병이 들자
 그 때에 의논하여 삼전(三殿, 정희왕후 · 소혜왕후 · 안순왕후)께 아뢰어서 이이(離異, 이혼)시켰다.
 그 후 박씨(朴氏)에게 장가들었는데, 또 박대하니, 이로 인해 노비가 박씨를 모해하여 못하는 짓이 없었다.
 일이 발각되어 추국하자 죄가 응당 죽게 되었으나, 위에 대비(大妃, 안순왕후)가 계시고
 또 경으로 인하여 극형에 처치하지 않고 다만 외방에 귀양보냈었다.
 그런데 지금 경이 다시 김씨와 결합하고자 하니, 나는 알지 못하겠다.
 만일 그러한 생각으로 다시 장가들려고 하지 않는다면,
 전일에 김씨와 이혼할 때의 정희왕후와 양전께서 일찍이 이미 의논하여 정하시었고
 또 내가 이미 결단한 일인데, 지금 만일 다시 결합하게 한다면 국가에서 쓴 법을 후세에 어떻다 하겠는가?
 이것은 나를 허물 있는 곳으로 인도하는 것이다
 경은 마땅히 아내를 두고 자식을 두어 봉사(奉祀)하기를 도모해야 할 것인데,
 억지로 홀로 살겠다고 하니, 이것은 무슨 뜻인가?
 경이 전일에 여러 번 대비(안순왕후)께 불효하였고 지금 또 장가들지 않아서 후사가 없다면
 그 불효는 더욱 심한 것이다." 하였는데,
이현이 다시 아뢰기를,
"신은 참으로 다른 마음은 없고 만일 성상의 은혜를 입지 못하면 평생토록 홀로 살 것입니다." 하니,
전교하기를, "알았다." 하였다.
(중략)
승지 등이 모두 아뢰기를,
"제안대군이 이미 김씨를 내친 뒤에 다시 사통(私通)하였으니, 국가에서 어찌 또다시 결합하게 하겠습니까?"
하였다.
 — 《성종실록》 179권,
성종 16년(1485년 명 성화(成化) 21년) 5월 29일 (무인)
성종은 내키지 않았으나 숙부이자 선왕인 예종의 원자였던 제안대군을 밀어내고 왕위에 오른 처지에 후사마저 끊기게 할 수 없다는 마음의 빚이 있었고, 아들의 고집이 쎄고 어리석고 병도 있다는 숙모 안순왕후의 당부 또한 더한 탓에 이를 공론화하였다.
이에 신료들은 김씨는 허물이 아닌 질병이 이혼사유였고, 두 번째 부인 박씨는 이미 죽었으며, 김씨의 질병이 완치됐음을 들어 허락할 것을 청하고 성종은 마침내 이를 수락한다.

### 패관잡기에 실린 일화
명종조에 어숙권(魚叔權)이 지은 야사인 《패관잡기(稗官雜記)》에 제안대군의 일화가 실려있는데, 제안대군은 무지하며, 일생 동안 남녀간의 성관계에 대해 그 즐거움을 알지 못하였다고 기록하고 있다.
 
제안대군 이현은 예종대왕의 아들로 성품이 어리석었다.
일찍이 문턱에 걸터앉아 있다가 거지를 보고 그 종에게 말하기를,
"쌀이 없으면 꿀떡의 찌꺼기를 먹으면 될 것이다." 하였는데,
이것은 '어째서 고기죽을 먹지 않느냐?'라고 한 말과 같다.
 — 《패관잡기》
 
성종께서 예종의 후사가 없음을 가슴 아프게 여겨 일찍이
"제안대군에게 남녀관계를 알게 해주는 자에게는 상을 주겠다" 하시니,
한 궁녀가 나섰다.
궁녀는 밤에 그 집에 가서 제안이 잠든 사이 그의 음경을 더듬어 보았더니
제대로 일어서고 빳빳했다.
곧 몸을 굴리어 서로 맞추어 보았더니, 잠에서 깬 제안은 깜짝 놀라 큰 소리를 지르면서
물을 가져오라 하여 자꾸 그것을 씻으면서 "더럽다, 더럽다"고 부르짖었다.
 — 《패관잡기》
 
일찍이 제안이 여자 5, 6명을 데리고 문밖에서 산보하는 것을 보았는데,
한 여자 종이 도랑에서 오줌 누는 것을 제안이 몸을 구부리고 엿보고서 말하기를,
"바로 메추리 둥지 같구나." 하였는데, 그것은 음모가 무성한 것을 이름이다.
 — 《패관잡기》
 
중종조에 상의원(尙衣院)에서 서각(犀角)으로 만든 띠를 바쳤는데, 품질이 아주 좋았다.
제안대군이 보고 허리에 띠고 차비문 밖에 가서 아뢰어 청하기를,
"이 띠를 신에게 하사하소서." 하니, 임금이 웃으며 주었다.
혹자는,
"제안이 실은 어리석은 것이 아니라, 만약 종실의 맏아들로 어질고 덕이 있다는 소문이 나면
 몸을 보전하지 못할까 두려워서 늘 스스로 감춘 것이다." 하기도 하는데,
'남녀 사이의 욕망은 천성으로 타고난 것이어서 인정으로 막을 수 없는 것인데,
'평생토록 여자를 더럽다 하여 가까이하지 않은 것은 실지로 어리석은 것이 아니고 무엇이냐.' 하였다.
 — 《패관잡기》

### 연산군과의 친교
제안대군은 당조카인 연산군과 친분이 두터웠다. 정치와 학문을 멀리하고 술과 풍류를 좋아하던 제안대군은 연산군과 어울렸고, 자신의 기생인 장녹수를 연산군에게 바치기도 하였다.
가흥청(假興淸)은 정식기생을 일컫는 흥청(興淸)을 선발하기 전의 예비기생인데, 왕실이 필요에 따라 제안대군의 저택을 임시로 사용하였다. 대군의 저택은 수진방(壽進坊)에 위치하며, 실록에 따르면 다른 종친의 저택보다 훨씬 규모가 컸다고 한다. 흥청의 규모와 거리적 편리에 따른 것임을 알 수 있다.
제안대군의 저택은 조선 중기 이후부터 봉작을 받기 전에 사망한 대군, 왕자와 출가하기 전에 사망한 공주와 옹주들을 합사하는 사우(祠宇)로 변모하였고, 이후 수진궁(壽進宮)으로 불렸다.

#### 두모포 정자
두모포(豆毛浦)는 현재의 서울특별시 성동구 옥수동 동호대교 북단에 존재하는 포구인데 1506년(연산군 12년), 이곳의 주민을 내쫓고 정자를 세우니 연산군의 음행에 사용되었다. 중종이 즉위한 후 정자는 제안대군에게 하사된다. 1516년(중종 11년), 이 정자의 기둥이 임금의 색인 주홍빛으로 칠해졌다 하여 문제가 되었다. 결국 왕명으로 주홍칠을 벗겨내게 된다.

### 평가
본래 왕위 계승 1순위였던 제안대군을 제치고 왕위에 오른 성종은 예종 소생의 제안대군과 현숙공주를 우대하였으며 이들이 일으킨 크고 작은 소동들도 숙모인 안순왕후를 배려하여 여러 차례 무마시켰다.
제안대군은 학문에 뜻을 두지 않고 풍류를 즐겼는데, 성종에게 상소를 올릴 때는 한문이 아닌 언문(한글)으로 작성하였다. 이러한 무지함과 순박함으로 역모나 정쟁에 휘말리지 않고 수를 다하였다.

## 가족 관계
| - 조부 : 세조(世祖, 1417~1468) - 조모 : 정희왕후 윤씨(貞熹王后 尹氏, 1418~1483) - 아버지 : 예종(睿宗, 1450~1469) - 외조부 : 청천부원군 한백륜(淸川府院君 韓伯倫, 1427~1474) - 외조모 : 서하부부인 풍천 임씨(西河府夫人 豊川 任氏, ?~1472) - 어머니 : 안순왕후 한씨(安順王后 韓氏, 1445~1498) - 누나 : 현숙공주(顯肅公主, 1464~1502) - 여동생 : 혜순공주(惠順公主, 1468~1469) | - 정부인 : 상산부부인 김씨(象山府夫人 金氏, ?~1529) - 김수말(金守末)의 딸 - 계부인 : 순천 박씨(順川 朴氏, ?~1485) - 박중선(朴仲善)의 딸 - 양자 : 낙풍군(洛豐君) 이파(李葩) |

- 양조부 : 평원대군

## 관련 작품
| - 《설중매》 (MBC, 1984년~1985년, 배우:정욱) - 《풍란》 (MBC, 1985년, 배우:정욱) - 《장녹수》 (KBS2, 1995년, 배우:백윤식) - 《한명회》 (KBS2, 1994년, 배우:이호재) - 《왕과 비》 (KBS1, 1998년~2000년, 배우:박찬환) - 《왕과 나》 (SBS, 2007년~2008년, 배우:임성표) - 《인수대비》 (JTBC, 2011년~2012년, 배우:고윤후, 이우주) | - 허장강 - 《연산군》, 1962년, 신필림. - 전무송 - 《연산군》, 1987년, 万프로덕션. - 김운하 - 《연산일기》, 1988년, 万프로덕션. 《천일야사》배우:박재현 |